# لويس أرويو
لويس أرويو (بالإنجليزية: Luis Arroyo)‏ هو سياسي أمريكي، ولد في 13 يونيو 1954 في الولايات المتحدة. حزبياً، نشط في الحزب الديمقراطي. وقد انتخب عضو مجلس نواب إلينوي.